# Saint-Jean-Cap-Ferrat
Saint-Jean-Cap-Ferrat település Franciaországban, Alpes-Maritimes megyében. Lakosainak száma 1476 fő (2022. január 1.). Saint-Jean-Cap-Ferrat Beaulieu-sur-Mer és Villefranche-sur-Mer községekkel határos.

## Népesség
A település népessége az elmúlt években az alábbi módon változott:
| Lakosok száma | 2356 | 2215 | 2248 | 2172 | 1767 | 1628 | 1573 | 1492 | 1481 | 1476 |
|               | 1968 | 1982 | 1990 | 2006 | 2013 | 2015 | 2017 | 2019 | 2020 | 2022 |